# Sigrid Arnoldson

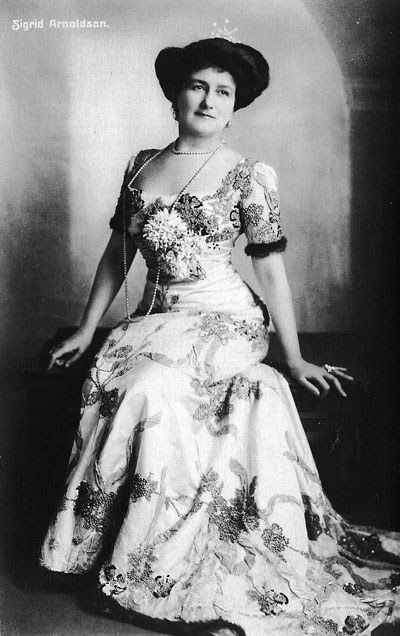
Kammersängerin Sigrid Arnoldson (um 1900)

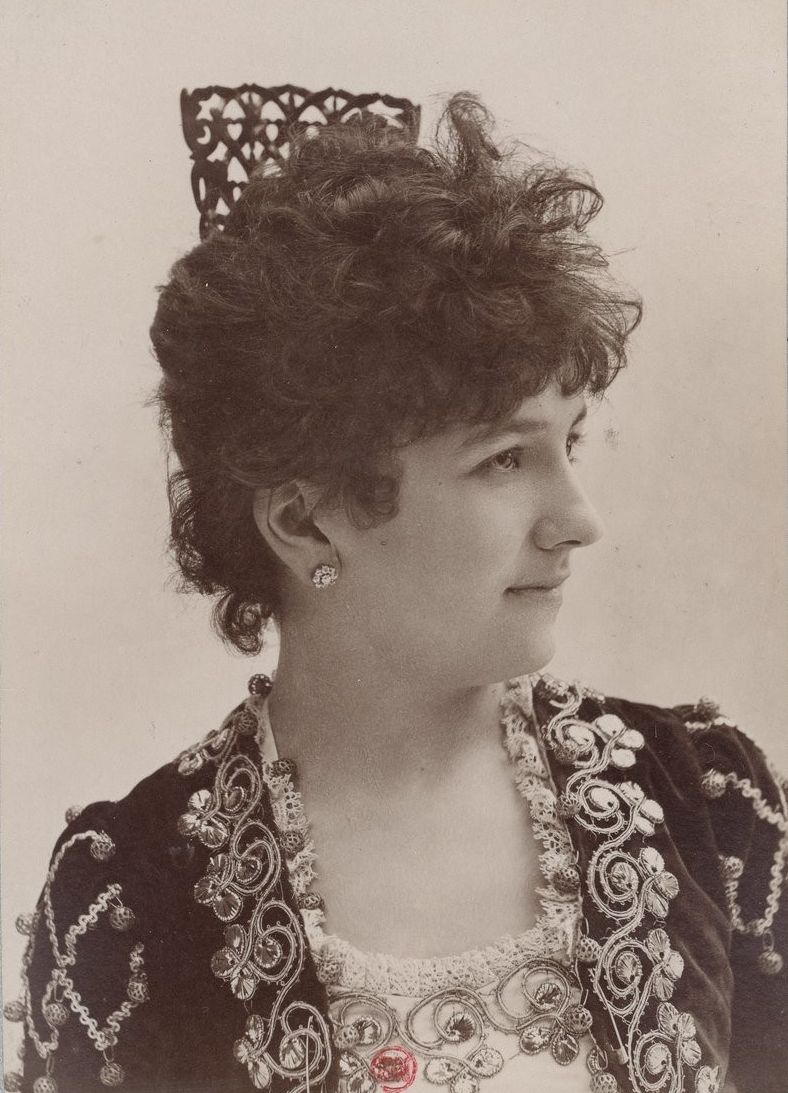
Sigrid Arnoldson (um 1890)

Sigrid Arnoldson, ab 1889 Arnoldson-Fischof (* 20. März 1861 in Stockholm; † 7. Februar 1943 ebenda), war eine schwedische Opernsängerin (Sopran) und Gesangslehrerin. Bekannt wurde sie durch ihre Koloratur und ihre dramatischen Fähigkeiten. Sie wurde von einigen Musikkritiker als Nachfolgerin von Jenny Lind befeiert und als „die neue schwedische Nachtigall“ bezeichnet.

## Leben
Sie war die Tochter des Opernsängers Oscar Arnoldson und dessen Ehefrau Fredrika, geborene Dag. Nach dem Schulbesuch wurde Sigrid Arndolson am Konservatorium eine Schülerin von Fritz Arlberg und Désirée Artôt de Padilla und debütierte 1885 als Rosina im Barbier von Sevilla in Prag. Sie übernahm zahlreiche größere Gesangsrollen vor allem in zeitgenössischen französischen Opern und war auch berühmt als Violetta in La Traviata. Dabei sang Sigrid Arnoldson nicht nur in Schweden, sondern auch auf Opernbühnen in London, Deutschland, Italien, Spanien, den Niederlanden und in den Vereinigten Staaten von Amerika. Häufig weilte sie auch in St. Petersburg, Moskau und Paris. Sie war Mitglied der Königlichen Akademie für Musik in Stockholm.
Ihre Stimme ist auf mehreren Aufnahmen der Grammophon-Gesellschaft in Berlin aus den Jahren zwischen 1906 und 1910 erhalten geblieben.
1909 wurde Sigrid Arnoldson in Dresden zur königlich-sächsischen Kammersängerin ernannt. Daneben war sie auch großherzoglich-hessische Kammersängerin. Im Jahre 1922 zog sie sich von der Bühne zurück und lebte als Gesangslehrerin in Wien, so unterrichtete sie Dorit Kreysler. Aufgrund der deutschen Besetzung Wiens ging sie 1938 zurück nach Stockholm, wo sie bis zu ihrem Tod weiter unterrichtete und 1943 starb.

## Familie
1889 heiratete sie den in Wien geborenen Impresario Alfred Fischhof (1855–1925), auch Alfred Fischof oder Maurice Fischof, mit dem sie bis zu dessen Tod 1925 verheiratet war.